# 电子计算器
电子计算器，简称计算器（英語：electronic calculator）是一种小型的手持或桌面的裝置，用於完成数学計算。一般的数学电子计算器與电脑不同，数学计算器通常仅能完成算术运算和少量逻辑操作并显示其结果，但一般不能修改其程序。除了某些尺寸可比掌上型计算器的PDA之外，计算器的可攜性通常高於计算机。
20世纪70年代开始，微处理器技术被吸纳进计算器製程，最初的微处理器是Intel于1971年为日本名为Busicom（ビジコン）的计算器公司生产的，1972年惠普推出第一款掌上科学计算器HP-35。
夏普在此領域是电子计算器制造商中的佼佼者，他们最先在计算器中采用了液晶显示屏，还是最早把太阳能电池安裝到计算器的企业之一。从20世纪60年代到70年代的十多年里，夏普公司把生产计算器所需的原件降到了3个（以前需要3000多个）——硅片、显示屏和太阳能电池，这大大降低了计算器的生产成本。
過去有些电子计算器像是今日的电脑一樣大，第一個机械计算器是桌上型機械裝置，但很快被桌上型電力機械计算器取代，之後又被真空管、电晶体、积体电路邏輯線路等材料依序取代。今日大部分计算器是掌上型微電子裝置。

## 基本电子计算器
计算器的複雜度隨著使用目的而有所不同。最簡單的计算器模組應該包含下列部件：
- 電源，例如電池或太陽能板
- 顯示幕，通常以LED光源或LCD製成，可顯示一定數量的數字（通常為八、十、十二、十六位，以十二位最常見）
- 電子迴路
- 一個包含下列按鍵的按鍵面版：
  - 十個數字鍵，從0到9
  - 小數點
  - 等於符號，用於顯示運算解
  - 四個運算函式（加減乘除）
  - 取消鍵，用於清空目前顯示的數字
  - 電源開關
  - 其他基本函數，例如求平方根或百分比鍵 （%）
- 更高級的模組也許會有一個單數值記憶按鍵（M+，M-），可在需要時存储和提取需(被)存储的数据。

20世纪80年代早期，基本计算器開始置入其他小型裝置，例如手機、呼叫器或腕錶。

## 進階电子计算器
科學计算器或工程型计算器支援三角函數、微積分、統計與其他函數。而最先進的現代计算器甚至可顯示圖型，並且包含电脑代数系统。這種计算器可以編寫程式，且內含了代數方程式求解程式、經濟模型甚至遊戲程式。這類计算器可顯示填滿螢幕的單一數值。並可將數字以科學記數法表現至9.999999999*1099。如果使用者試圖輸入一過大的數值或運算產生過大數值的算式（例如輸入100!，即100階乘），則计算器僅顯示「錯誤」（error）一詞。因為記憶體如此有限的计算器無法儲存如此巨大的輸入。
「錯誤」也用以表示數學上未定義的函數或操作，例如除以零或對負數取平方根（除了某些高階的科學计算器擁有可處理複數的特殊函數，大部分科學计算器不允許複數的存在）。某些少數计算器可分別這兩種錯誤的不同，雖然使用者依然難以瞭解error 1與error2的差別何在。
僅有少數公司研發與製造現代職業工程師與經濟學家用的计算器：最有名的是Casio、夏普、HP與德州儀器。這些计算器都是嵌入式系統的典範。

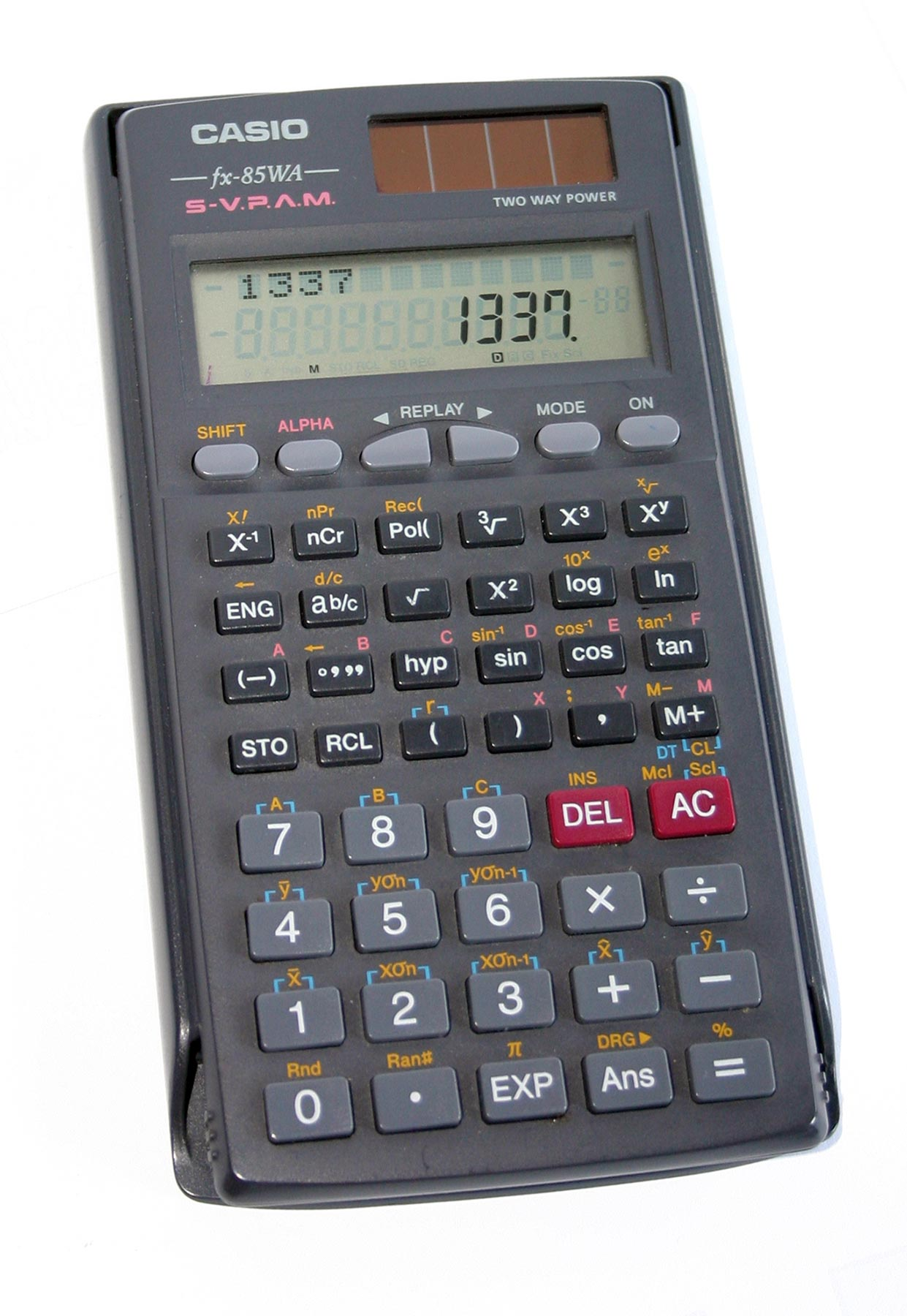
科學型计算器
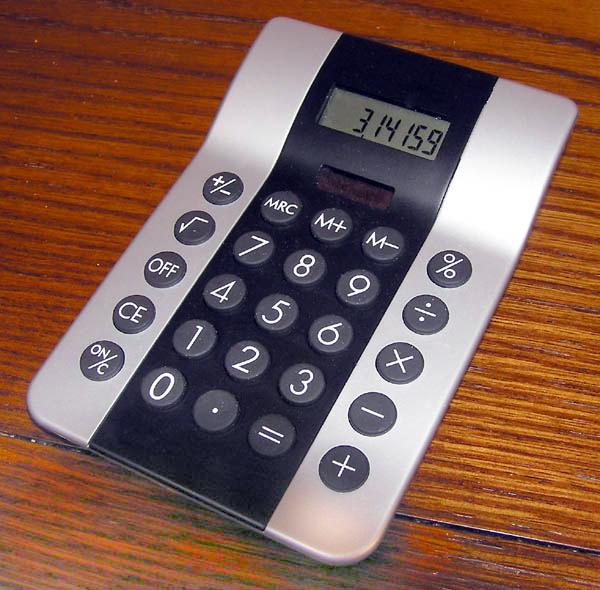
會計型计算器
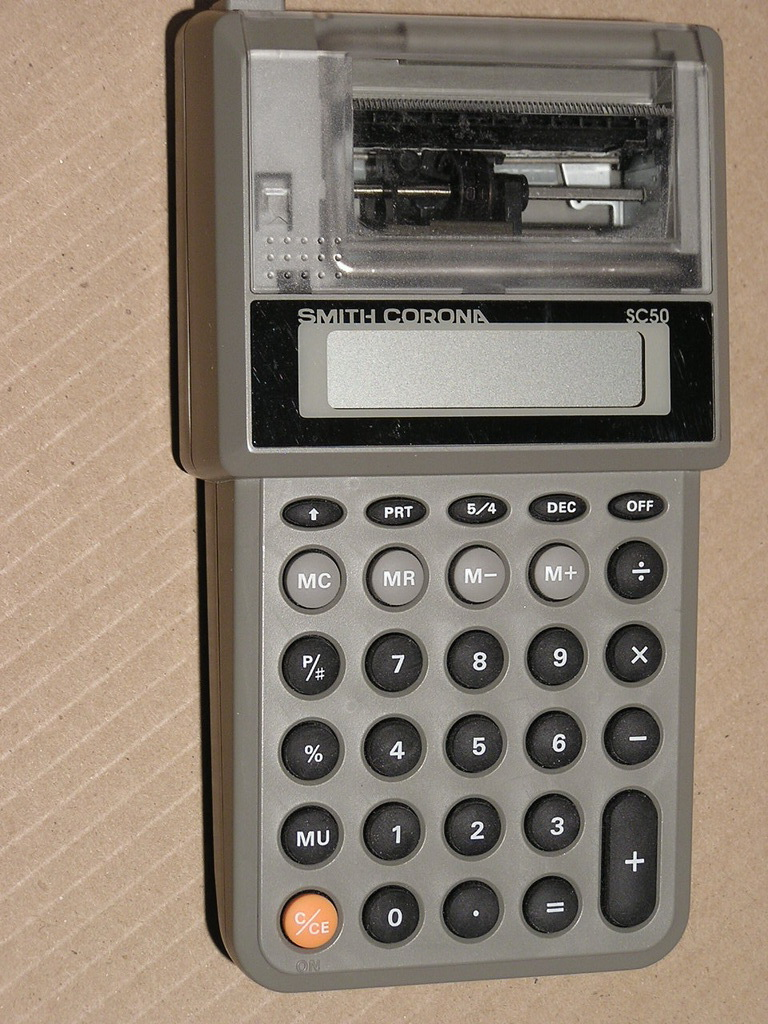
列印出紙计算器

## 教育用途

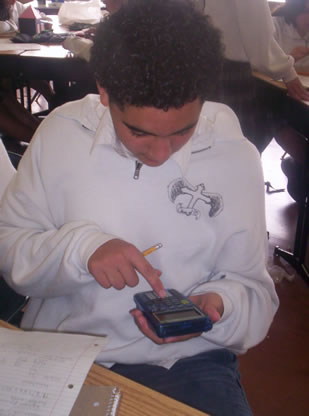
學生正在使用计算器

有些學生常在寫數學作業時使用计算器。但因擔心學生的基本算術能力因而受到戕害，因此許多教育人士抗拒讓學生過早使用它。而某些課程限制使用计算器運算算術，直到學到更高階的計算技巧；其他人則不同意以紙筆或心算算術的重要性，他們更注重教授評估與解決問題的技巧。
然而，還是有一些其他顧慮：例如學生可能以錯誤的方式使用计算器，並因對计算器的信賴而盲目相信答案。教師為了破解學生的盲信，常會指導學生以人工驗算並確認其答案的正確性。

## 历史

### 前身

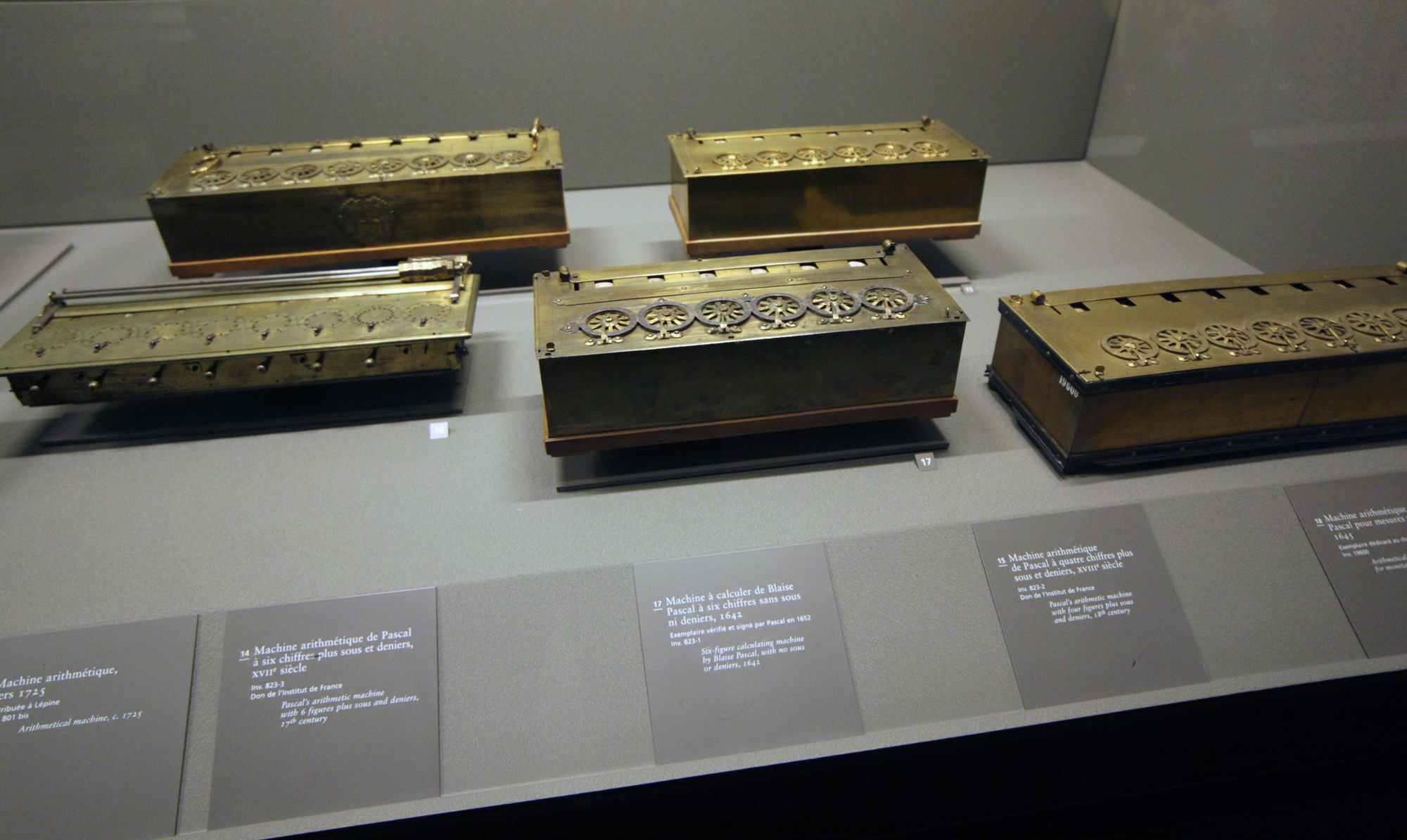
17世纪的机械计算器

1642年，文艺复兴见证了机械计算器的诞生。发明者有威廉·希卡德和几十年后的布莱兹·帕斯卡。

### 开发
上世纪40至50年代，真空管和晶体管在大型计算机中得到使用。这为后来电子计算器的出现提供了基础。
日本的计算机公司卡西欧于1957年发布了14-A型计算器。它不使用电子逻辑，但基于继电器技术，是世界上第一台纯电工作的紧凑型计算器。

### 發展

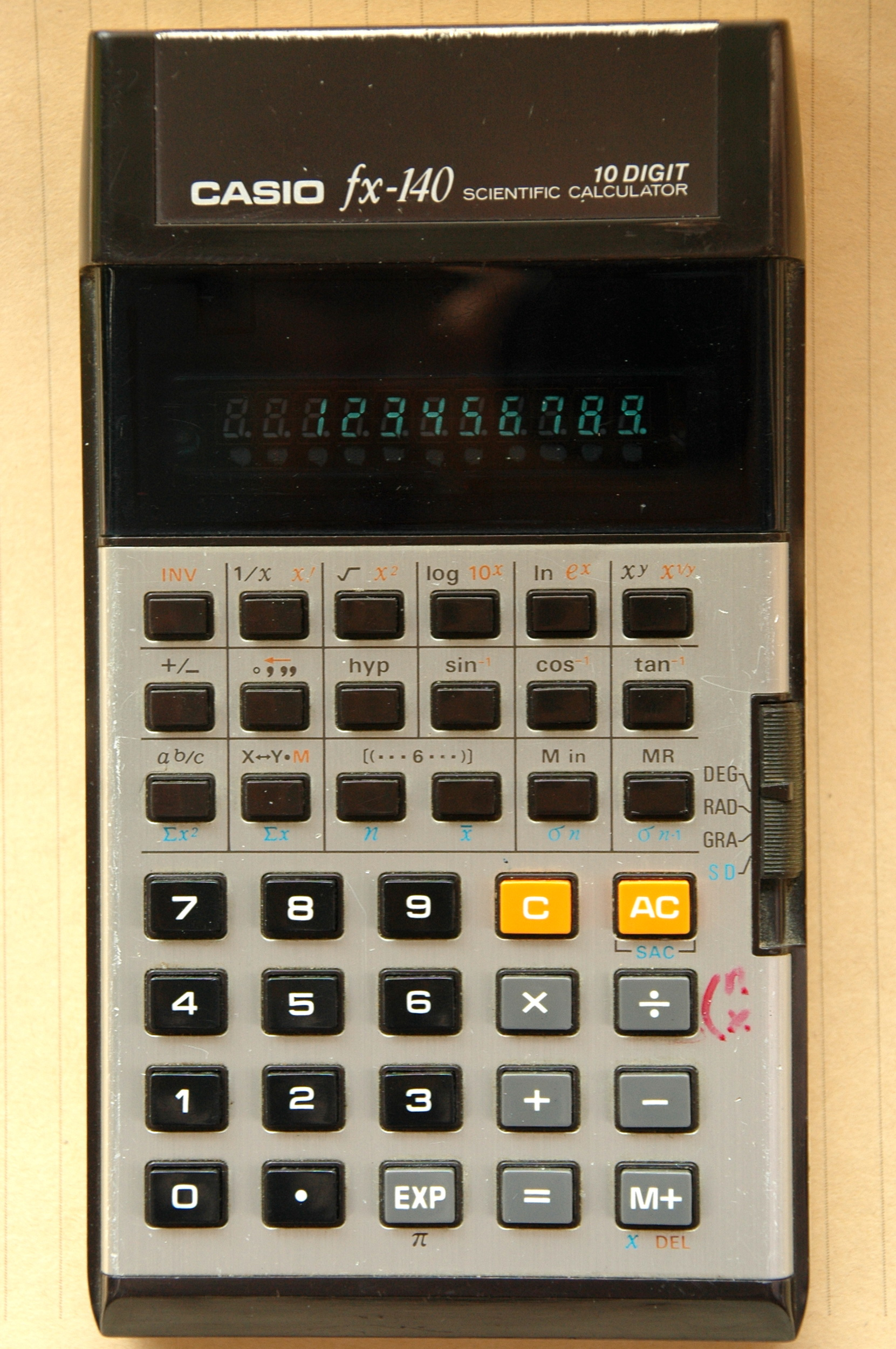
70年代採用真空熒光顯示器的計數機，圖為卡西歐fx-140計數機，生產期為1978至1982年

20世纪70年代开始，微处理器技术被吸纳进计算器製程，最初的微處理器是Intel于1971年为日本名为Busicom的计算器公司生產的，1972年惠普推出第一款掌上科學計算機HP-35。

## 计算器程序
電腦的程序可計算極為複雜的數學程式，這是一般计算器所無法相比的，不过现在也有一些功能较强大的计算器具有编程功能。

## 外部連結
Current models
- Texas Instruments Calculators （页面存档备份，存于）
- TICALCS Support, Programs, Tutorials, More （页面存档备份，存于）
- Universal Casio Forum （页面存档备份，存于） – A Casio calculator forum with downloads
- HP Calculator Wiki
- Machinist Calculator （页面存档备份，存于）